# Fascination Records
Fascination Records är ett brittiskt skivbolag, ägt av Universal Music Group. Skivbolaget grundades 2006 och leds av den tidigare redaktören för TOTP Magazine, Peter Loraine. Etablerade artister och grupper på Fascination Records är bland annat The Saturdays, Girls Aloud, Cheryl Cole, samt Sophie Ellis-Bextor.

## Importer
Fascination Records ger även ut musik från det amerikanska skivbolaget Hollywood Records.
Jonas Brothers
Fascination Records lanserar singlarna och albumen för trion i det amerikanska poprock-bandet. Deras debutsingel i Storbritannien, "SOS" släpptes i juni, 2008 och placerades som nr 14 på topp 20-listan. Deras självbetitlade album släpptes också under den månaden och nådde en niondeplats på albumlistan. Deras andra singel i Storbritannien var double-a-side-singeln "Burnin' Up"/"When You Look Me in the Eyes". Singeln släpptes den 22 september 2008 och placerades som nr 30. Följande vecka, den 29 september 2008 släpptes deras tredje album A Little Bit Longer, som hamnade på plats nr 19 på albumlistan.
Miley Cyrus
Hannah Montana-stjärnan släppte sitt debutalbum Breakout i Storbritannien med Fascination Records under 2008. Den 9 november 2009 släppte hon albumet The Time of Our Lives, med den ledande singeln "Party in the USA".
Selena Gomez & the Scene
Bandet släppte sin hit och ledande singel "Naturally" den 12 april 2010 och sitt album Kiss & Tell under följande vecka. Den ledande singeln debuterade och topplacerades som  nr 7 på UK Top 40 och albumet placerades som nr 12.
Demi Lovato
Camp Rock stjärnan släpper sin musik i Storbritannien via Fascination Records. Hennes första release var låten "La La Land" från debutalbumet Don't Forget, och topplacerades som nr 36 på UK Top 40. Hon släppte sitt andra album Here We Go Again den 5 oktober 2009.

## Tidigare artister
Fascination Records har även haft Tokio Hotel tidigare för att lansera deras musik i Storbritannien och släppte deras singel "Ready, Set, Go!" där. Men eftersom den inte sålde så bra eller nådde någon större succé där så klippte skivbolaget banden med dem.